# Железничка станица Палић
Железничка станица Палић подигнута је 1887. године на месту раније мале постаје, саграђене на релацији пруге Суботица — Сегедин. Први воз из правца Сегедина прошао је 11. септембра 1869. године. Станица представља непокретно културно добро као споменик културе.

## Изглед
Изградњом праве веће железничке станице она добија свој коначан изглед, који је уз мале измене током времена сачуван до данас. Зграда железничке станице по стилским карактеристикама представља складан спој класицистичких форми и романтичарског духа. То је мањи приземни објекат, правоугаоне основе, са пероном подужно постављеним уз пругу. Овај мали, складно конципиран објекат прилагођен је до детаља својој намени. У основи је спроведен троћелијски распоред простора, уобичајен за летњиковце Палића са тремом на прочеоној страни дуж целог објекта (тремом-пероном). Класицистички канон је основ код осмишљавања фасада, а романтичарски дух са елементима декорације у дрвету, тада тако помодног, „швајцарског типа куће” присутан као и на вилама на Палићу код решавања дрвенарије трема и забата, изведеном резбареном декорацијом у дрвету. Зидови објекта грађени су опеком старог формата, кровиште је дрвено, четвороводно покривено некад бибер црепом, док је данас кровиште од жљебљеног црепа. 
Композиција фасаде осмишљена је у класицистичком стилу са обострно бочно постављеним ризалитним деловима, завршеним у виду забата који су декорисани елементима резбареног дрвета, са по једним кружним слепим отвором, опшивеним опеком од теракот боје. На ризалитним деловима је по један двокрилни прозор. На свим фасадама повишена сокла опточена је фасадном теракот опеком, а око свих отвора завршених сегментним луком, тече декоративна трака од исте опеке. Врата су двокрилна са базом од дрвета, горње партије су застакљене са касетираном поделом окана, а надсветло је са поделом окана у виду решетке. Уз ивице фасада је широка трака у виду пиластара од базе до кровишта, од фасадне опеке, неизменично ређане. Непосредно испод стрехе постављена је надстрешница дрвене конструкције на једну воду над пероном, покривена цинк лимом.